# 야기야마도부쓰코엔역
야기야마도부쓰코엔역(일본어: 八木山動物公園駅)은 일본 미야기현 센다이시 다이하쿠구 야기야마혼초 1초메에 있는 센다이 시 지하철 도자이 선의 역이다. 역 번호는 T 01이다.

## 역 구조
도시 계획 도로 가와나이하타다테선 하부에 위치한다. 역 서북부에는 역전 광장이 정비되어 버스와 택시풀, 파크 앤드 라이드 주차장이 일체가 되어 지상 5층, 지하 2층 주차장 동(519대 수용)이 병설되었다. 5층은 "셀코 홈 주 파라다이스 야기야마" 출입구와 직결된 전망대로 "야기야마 꼭대기 광장"이라고 붙여져 있다.
그 밖에 키스 앤드 라이드 승강장, 주차장이 설치되어 있다.
승강장은 지하 3층에 위치한다.
야기야마도부쓰코엔 역에 도착한 열차는 그대로 다시 아라이 행으로 운행된다.

### 타는 곳
| 1・2 | ■ 도자이 선 |  | 센다이・아라이 방면 |  |

## 출구 안내
니시1, 주오1, 히가시1,2의 총 4곳이다.

### 니시1 출입구
- 야기야마 시민 센터
- 센다이 적십자 병원

### 주오1 출입구(동물공원 연결)
- 셀코 홈 주 파라다이스 야기야마 서문
- 야기야마도부쓰코엔 역 주차장

### 히가시1,2 출입구
- 버스・택시 정류장
- 야기야마 동물공원 동문
- 야기야마 베니 랜드
- 도호쿠 공업대학 야기야마 캠퍼스

## 역 주변
동물원, 놀이 공원 등 시민의 오락 시설이 모이는 이 지구에서는 "여러 사람이 매력을 느끼고 찾아 사람과 자연이 울리는 거리의 형성"을 토대로 센다이 시에 의하여 개발이 진행되고 있다.
- 셀코 홈 주 파라다이스 야기야마(서문 출입구) - 5층에서 직결
- 야키야마 베니 랜드
- 도호쿠 공업대학 야기야마 캠퍼스
- 센다이 조난 고등학교
- 센다이 적십자 병원
- 전자 재료 연구소
- 도호쿠 방송(TBC)
- 센다이 시립 야기야마 초등학교・중학교
- 도호쿠 조선 초중급 학교
- 센다이 야기야마혼초 우체국
- 일본우정 도호쿠 우정 연수원
- 센다이 시 야기야마 시민 센터
- 센다이 은행 야기야마 지점
- 생활 협동 조합 신야기야마점

## 역사
- 2000년 10월: 역명(가칭) 공표.
- 2007년: 착공.
- 2013년 12월 24일: 역명 공식 발표.
- 2015년
  - 4월: 주차장동 잠정 이용 개시[3].
  - 12월 6일: 영업 개시.

## 사진

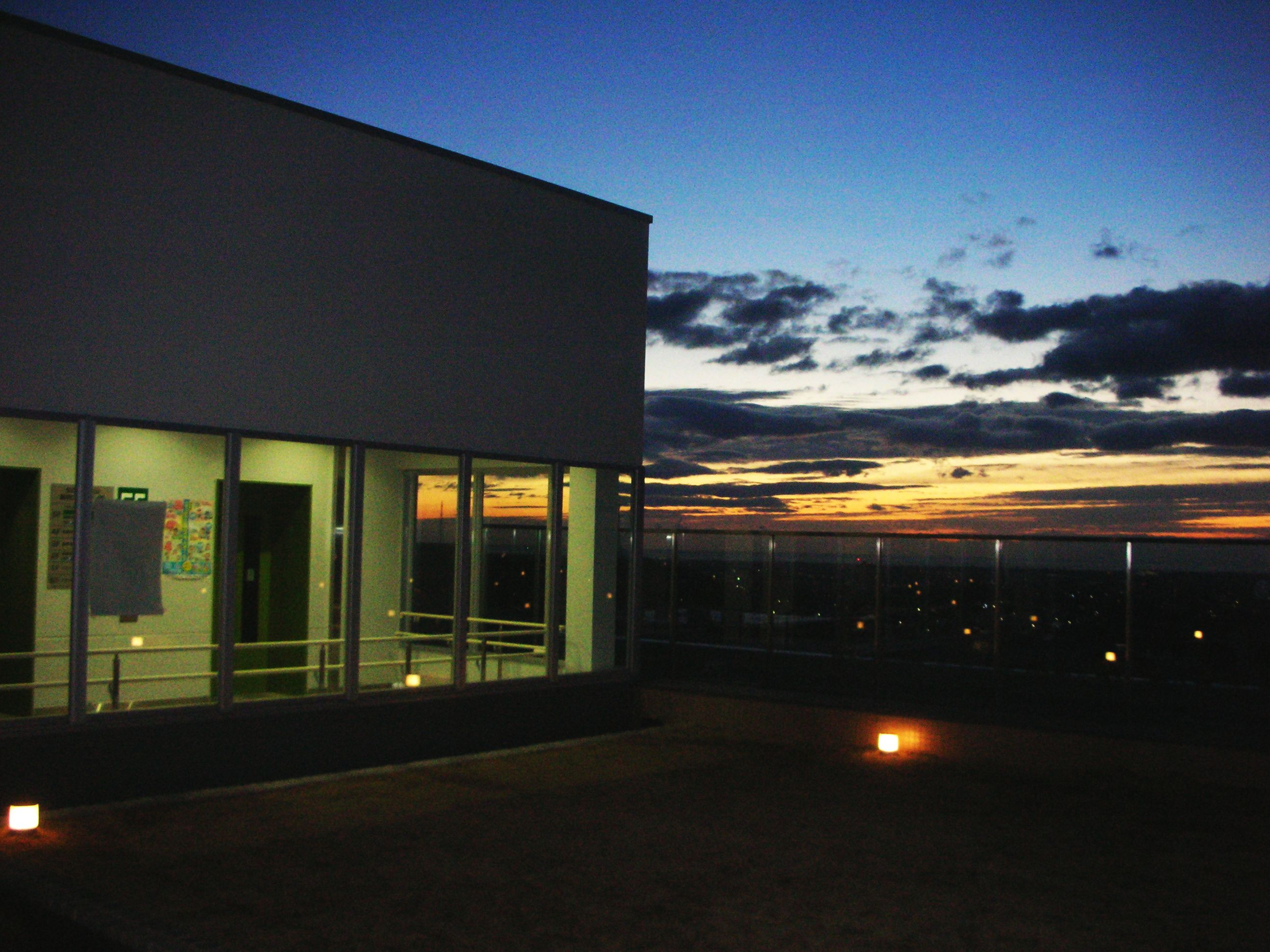
야간의 야기 산 꼭대기 광장
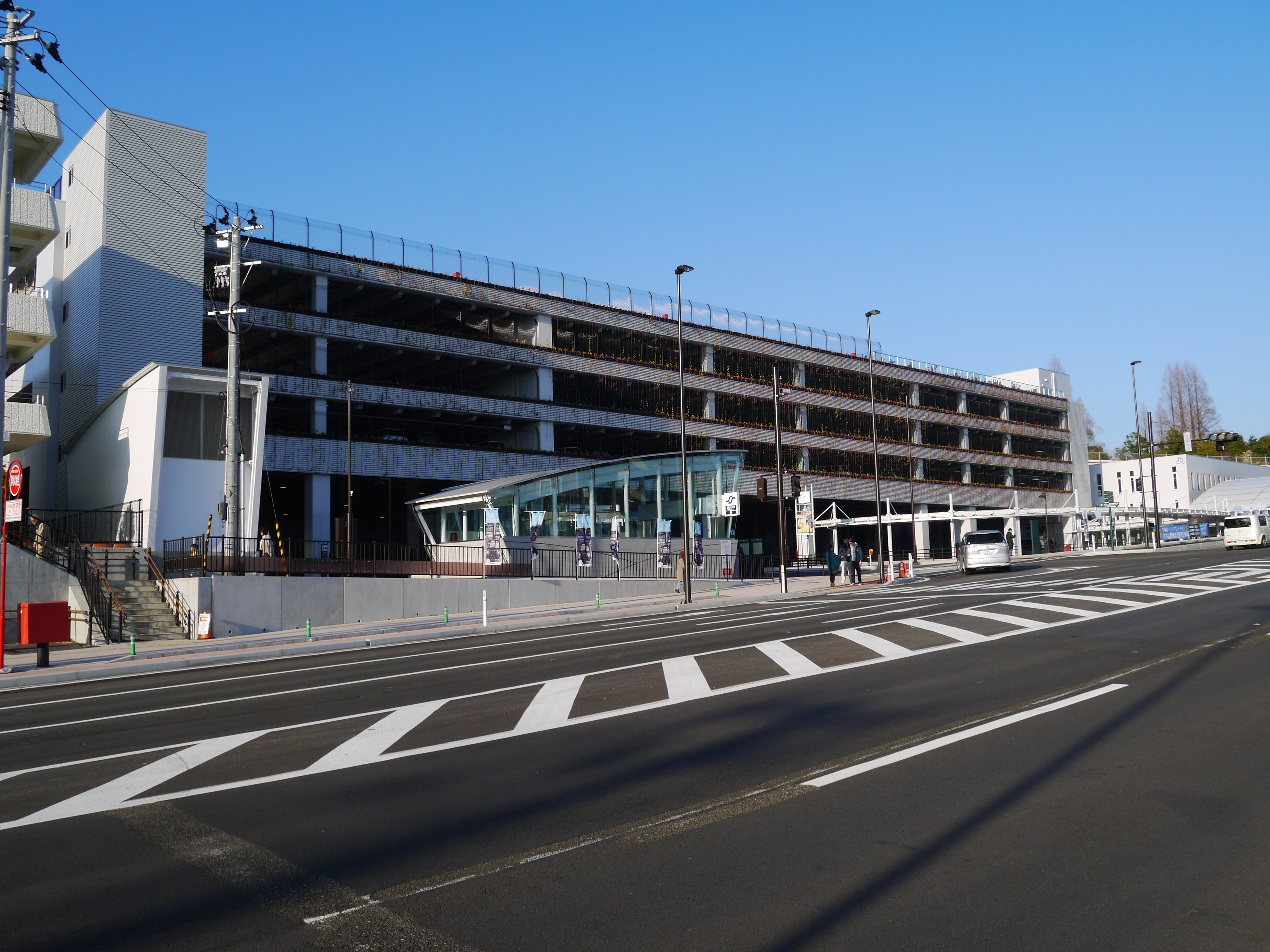
역전 주차장
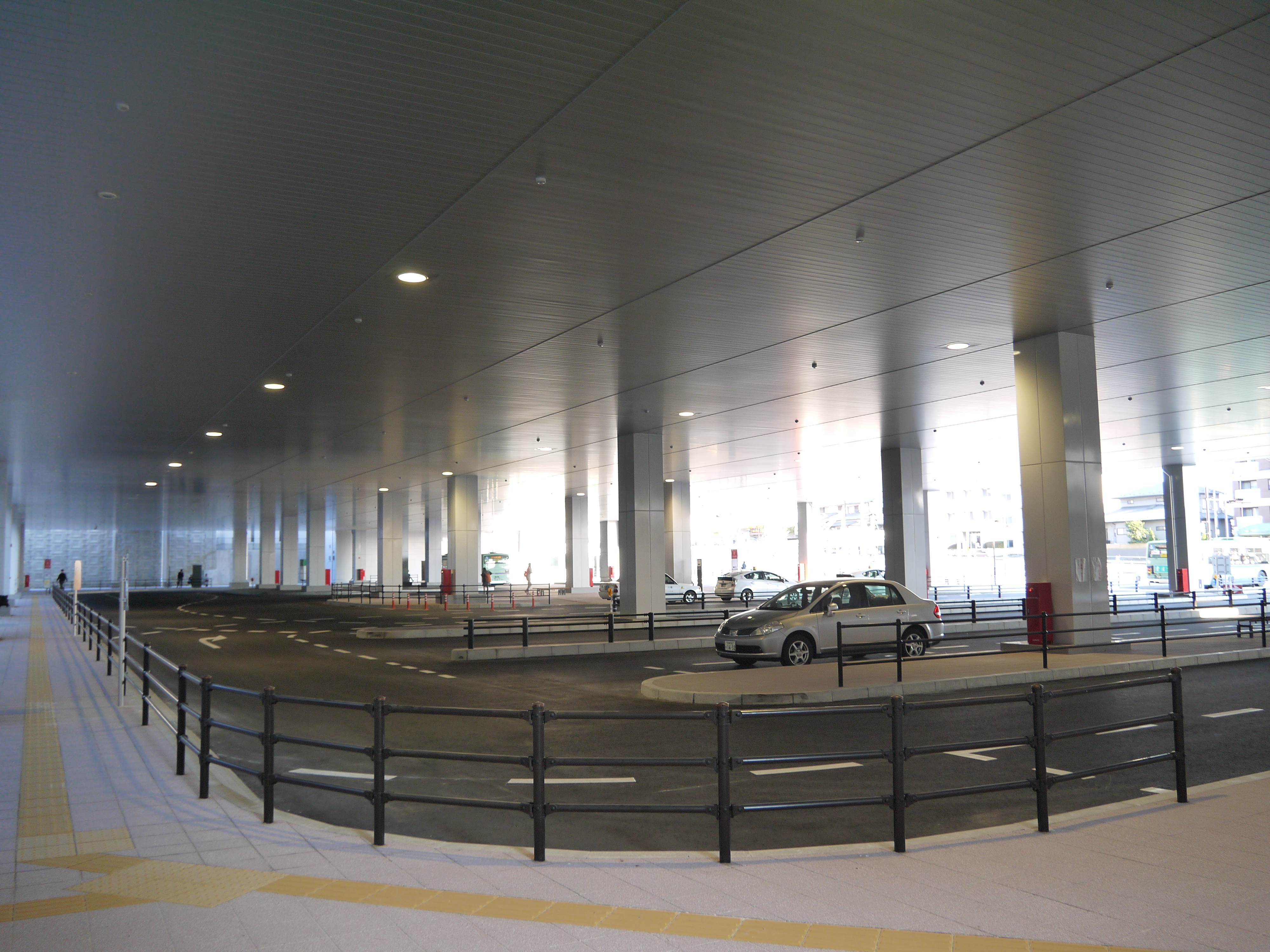
택시풀 일반 승용차 승강장
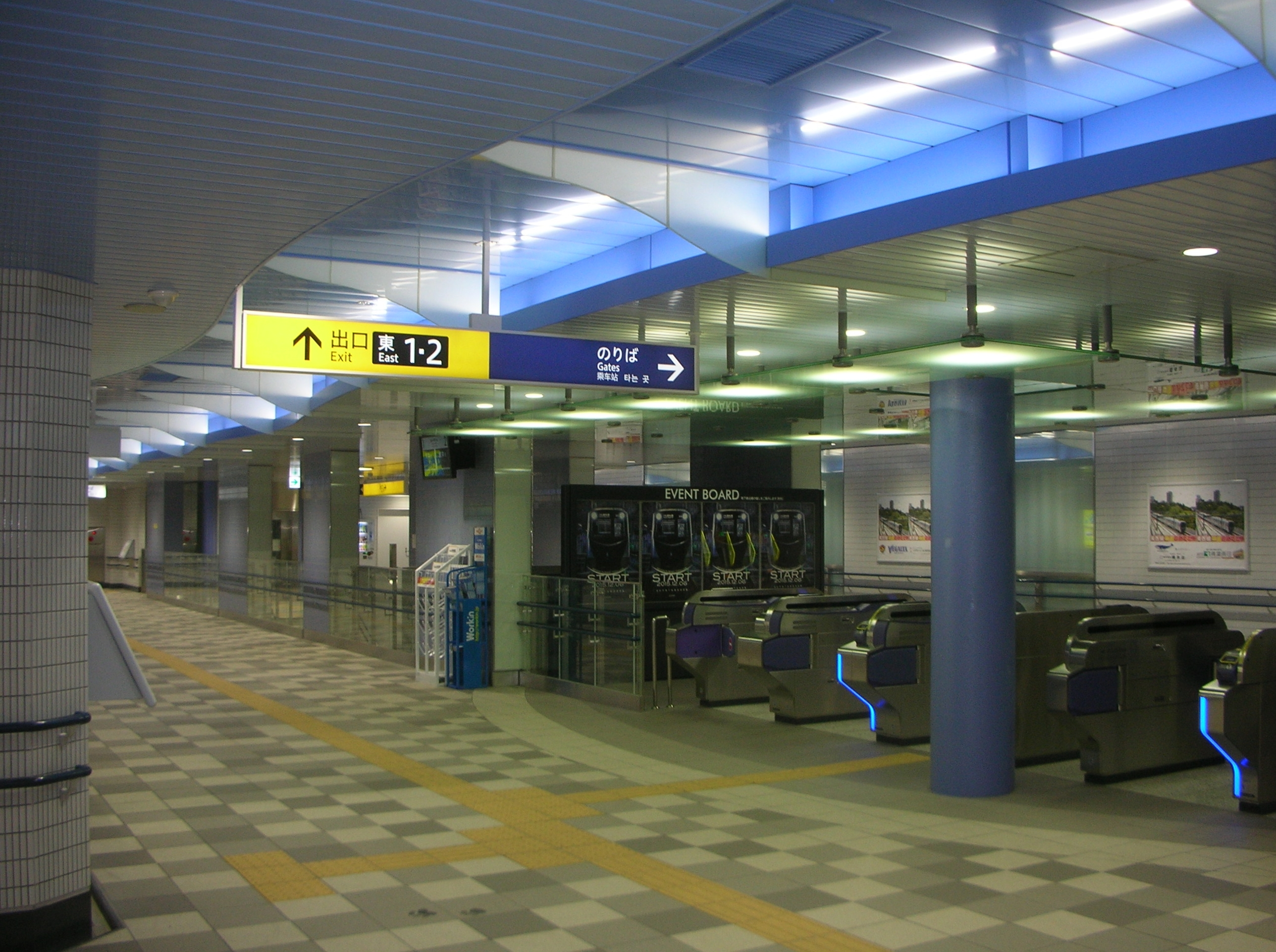
개찰구
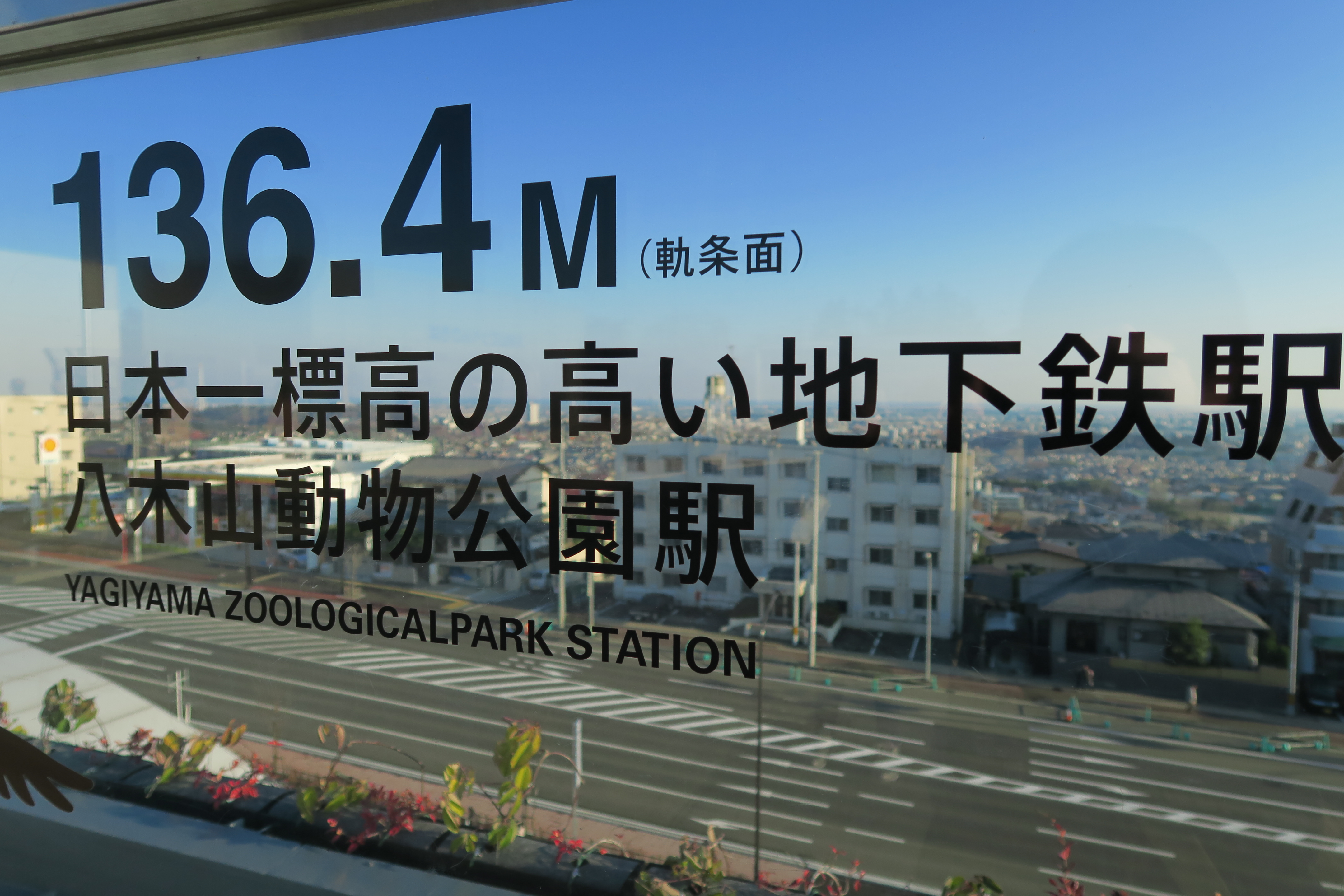
야기 산 꼭대기 광장에 있는 "일본 최고 고도가 높은 지하철 역"의 설명
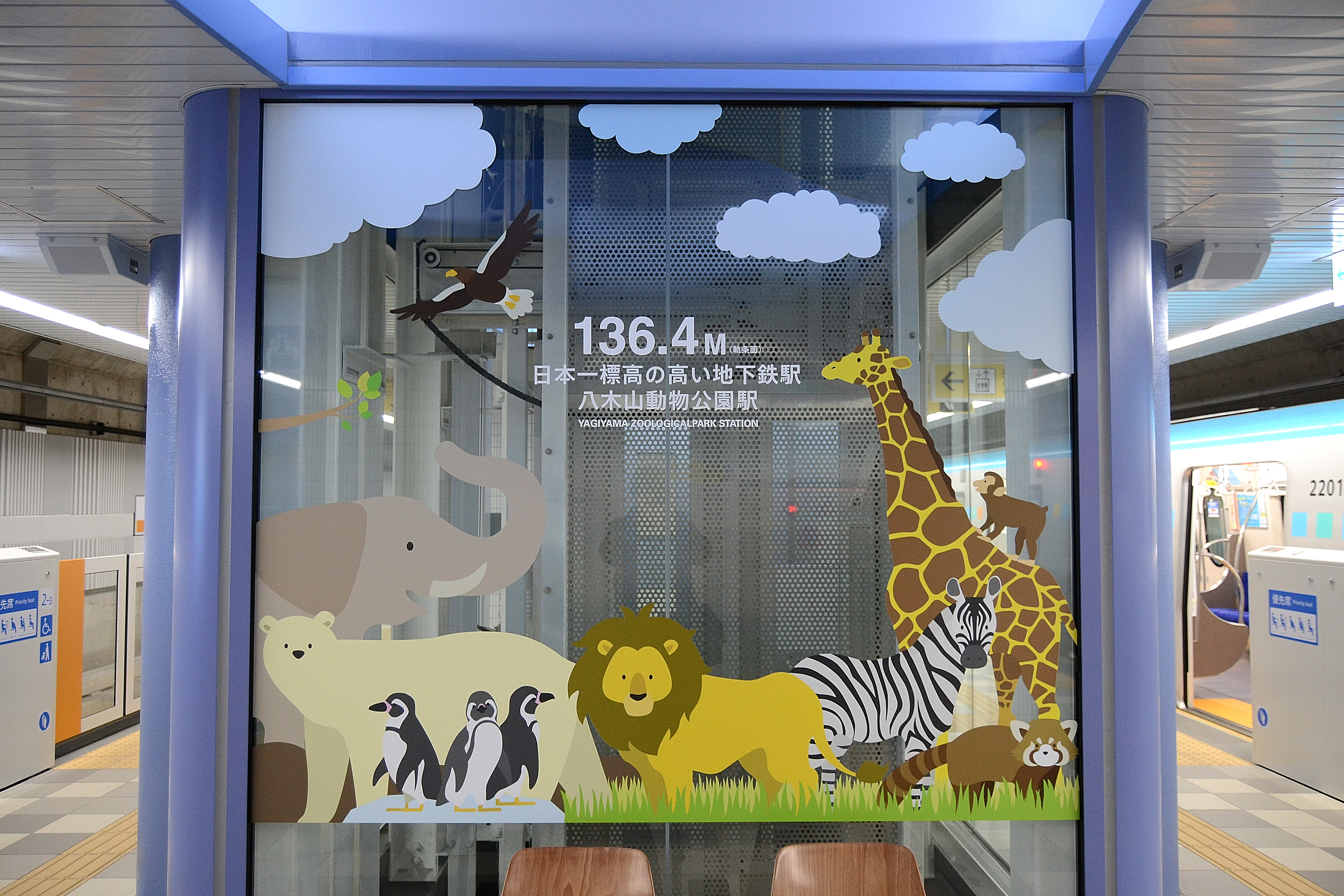
승강장 엘리베이터에 표시된 "일본 최고 해발이 높은 지하철 역"의 표시

## 인접역
| 센다이 시 지하철 ■ 도자이 선 | 센다이 시 지하철 ■ 도자이 선 | 센다이 시 지하철 ■ 도자이 선 |
| ---------------------------- | ---------------------------- | ---------------------------- |
| 시·종착역                    |                              | 아오바야마 T 02 아라이 방면  |